# Brook-Islands-Nationalpark
Der Brook-Islands-Nationalpark (engl.: Brook Islands National Park) ist ein Nationalpark im Nordosten des australischen Bundesstaates Queensland.

## Lage
Er liegt 1.246 km nordwestlich von Brisbane und ca. 30 km östlich von Cardwell 7 km vor der Nordostspitze (Cape Richards) von Hinchinbrook Island. Der Park besteht aus drei Inseln – North Island, Tween Island und Middle Island – mit insgesamt 0,9 km² Fläche. Die vierte Insel der Brook Islands, South Island, gehört nicht zu diesem Nationalpark, sondern bildet einen eigenen Nationalpark.

## Einrichtungen
Die drei Inseln dürfen nicht betreten werden, um die dort brütenden Vögel, besonders die Zweifarben-Fruchttaube (Ducula spillorhoa), zu schützen. Daher gibt es auf den Inseln weder Straßen noch Wanderwege oder andere Einrichtungen für Touristen. Im Meer um die Inseln herum kann man jedoch Boot fahren, tauchen oder fischen.
Der Nationalpark wird vom Queensland Parks and Wildlife Service verwaltet und besitzt die IUCN-Klassifizierung II.

## Fauna
Bis zu 60.000 Zweifarben-Fruchttauben brüten im Sommer auf den Inseln. Die allabendliche Rückkehr der Elternvögel zu ihren Nestern nach dem Sammeln von Regenwaldfrüchten auf dem Festland und Hinchinbrook Island ist ein Spektakel für die Beobachter. Nachdem die Vögel dort Anfang bis Mitte des 20. Jahrhunderts illegal gejagt wurden, wird die Population lange schon geschützt und von den Umweltschutzaktivisten Margret und Arthur Thorsborne beobachtet. Es gibt dort auch Brutkolonien von Zügelseeschwalben, Schwarznacken-Seeschwalben, Zwergseeschwalben, Rüppellseeschwalben und Rosenseeschwalben. Rifftriele brüten an den Stränden von North Island. Die Inseln werden bei BirdLife International als Important Bird Area (IBA) geführt, weil dieses Gebiet zu den weltweit wichtigen für die Zweifarben-Fruchttaube und die Rüppellseeschwalbe gehört.